# Villette-lès-Cornod
Villette-lès-Cornod est une ancienne commune française du département du Jura.
Entre 1790 et 1794, la commune absorbe la commune éphémère de Targon. En 1822, la commune est supprimée, et rattachée à celle de Cornod.

## Démographie
| 1793 | 1800 | 1806 | 1821 |
| ---- | ---- | ---- | ---- |
| 243  | 291  | 255  | 257  |